# Beata Jaczewska
Beata Jaczewska (ur. 28 sierpnia 1976 w Warszawie) – polska prawniczka, specjalistka ochrony środowiska oraz urzędniczka państwowa i międzynarodowa, w latach 2011–2013 podsekretarz stanu w Ministerstwie Środowiska.

## Życiorys
Absolwentka Wydziału Prawa i Administracji Uniwersytetu Warszawskiego (2000) i studiów z europeistyki na Wydziale Filozoficznym Uniwersytetu Jagiellońskiego (2001). Na UW ukończyła również studia podyplomowe z prawa europejskiego i brytyjskiego. Absolwentka studiów doktoranckich w Kolegium Nauk Ekonomiczno-Społecznych w Szkole Głównej Handlowej. Od 2001 do 2002 była asystentką w Wyższej Szkole Handlu i Prawa w Warszawie, gdzie koordynowała szkołę prawa niemieckiego.
Od 2002 do 2011 zatrudniona w Ministerstwie Gospodarki i Pracy (od 2005 po reorganizacji Ministerstwie Gospodarki). Pracowała kolejno w Departamencie Inwestycji Zagranicznych i Promocji Eksportu (2002–2004), Departamencie Unii Europejskiej i Departamencie Spraw Europejskich (2004–2006) i jako wicedyrektor Departamentu Spraw Europejskich MG (odpowiadający za rynek wewnętrzny). Od 2007 urzędnik mianowany Służby Cywilnej. Pomiędzy 2008 a 2009 sprawowała funkcję wicedyrektor Departamentu Rozwoju Gospodarki, a od marca 2009 – jego dyrektorki. Od 2009 była przedstawicielką Polski w Komitecie Polityki Gospodarczej Rady Unii Europejskiej, a później w ramach polskiej prezydencji w Radzie Unii Europejskiej – przewodniczącą Grupy Przyjaciół Prezydencji (zajmowała się negocjacją dossier ws. jednolitego patentu). Od 2012 do 2013 była członkinią zarządu ONZ-towskiej organizacji Green Climate Fund. W 2013 została powołana na dwuletnią kadencję do Biura Rady Zarządzającej Programu ONZ ds. Środowiska (UNEP) w randze sekretarza. Uczestniczyła w negocjacjach i konferencjach klimatycznych.
1 grudnia 2011 powołana na stanowisko podsekretarza stanu w Ministerstwie Środowiska, odpowiedzialnego za zrównoważony rozwój, ochronę powietrza i zmiany klimatu. Odwołana z funkcji 18 grudnia 2013. Od marca 2014 do marca 2015 była doradczynią ministra gospodarki, następnie do sierpnia 2015 – ministra spraw zagranicznych. Została następnie dyrektorką wykonawczą Międzynarodowego Funduszu Wyszehradzkiego (2015–2018) i członkinią unijnego panelu do spraw ograniczenia emisji dwutlenku węgla. Po zakończeniu funkcji w MFW przeszła do Ministerstwa Spraw Zagranicznych. W latach 2021–2024 pracowała w Deloitte. W kwietniu 2024 została dyrektorką Departamentu Współpracy Ekonomicznej MSZ.
Zna języki biegle angielski oraz dobrze niemiecki i francuski.